# 하이 스쿨 컨디덴셜!
하이 스쿨 컨디덴셜!(High School Confidential!)은 미국에서 제작된 잭 아놀드 감독의 1958년 영화이다. 러스 탬블린 등이 주연으로 출연하였고 앨버트 주그스미스 등이 제작에 참여하였다.

## 출연

### 주연
- 러스 탬블린
- 잔 스터링

### 조연
- 존 드류 베리모어
- 마미 밴 도런
- 다이안 저겐스
- 래이 안소니
- 제리 리 루이스
- 잭키 쿠건
- 라일 탤봇
- 윌리엄 웰먼 주니어
- 마이클 랜던
- 루이스 카발리에

## 제작진
- 세트: 헨리 그레이스
- 세트: 아서 크램스